# 알렉산드르 로딤체프
알렉산드르 일리치 로딤체프(러시아어: Александр Ильич Родимцев, 1905년 8월 3일 ~ 1977년 4월 13일)는 제2차 세계 대전에서 활약한 소련의 군인으로 농부의 아들로 태어나 1927년에 소련군에 입대하였다.

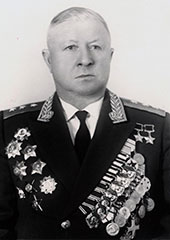

1929년에 공산당원이 되었으며 1939년 프룬제 아카데미를 졸업했다. 에스파냐 내전에서 공화국군으로 참전하여 시가전 전술을 체득했고 여기서 첫 번째 소비에트 연방 영웅 칭호를 받았다. 이때 익힌 시가전 전술을 독소전쟁에서 활용했다. 전쟁 중에는 공수여단, 소총 사단(보병사단), 소총 군단(보병군단)을 지휘하는 야전 지휘관으로 용맹을 떨쳤고 전후에는 군 요직을 두루 거쳤다. 특히 스탈린그라드 전투 기간 중 시베리아에서 파견된 제13근위소총사단을 이끌고 참전한 마마이 언덕 전투에서 "나는 공산당원이다. 그러므로 절대로 후퇴란 없다."라고 부대원을 독전하여 이름을 떨쳤다(소련군에서 "근위" 또는 "친위" 란 호칭은 정예부대에 붙이는 명예 호칭이다). 이 전투로 로딤체프는 두 번째 소비에트 연방 영웅 칭호를 받았다.
전쟁 중 및 이후의 간략한 이력은 다음과 같다.
- 1941년 : 5공수여단 여단장
- 1941년 ~ 1942년 : 87 근위소총사단 사단장
- 1942년 ~ 1943년 : 13 시베리아 근위소총사단 사단장
- 1943년 : 64군 사령관
- 1943년 ~ 1945년 : 32 근위 소총군단 사령관
- 1951년 ~ 1952년 : 동부 시베리아 군관구 사령관
- 1953년 ~ 1956년 : 알바니아 파견 소련 군사고문단 단장
- 1953 ~ 1956년 : 티라나 주재 군무관
- 1956 ~ 1960년 : 북부 군관구 사령관
- 1966년 : 국방성 검열관, 은퇴 (최종계급:상급대장)